# Powiat Działdowski
Der Powiat Działdowski ist ein Powiat (Kreis) in der polnischen Woiwodschaft Ermland-Masuren. Er wird im Norden von den Powiaten Nowe Miasto, Iława, Ostróda und Nidzica umschlossen, während im Süden die Woiwodschaftsgrenze von Ermland-Masuren verläuft, an die Masowien und Kujawien-Pommern anschließen.

## Geschichte
Der Powiat umfasst den südlichen Teil des ehemals ostpreußischen Landkreises Neidenburg, der 1920 ohne Volksabstimmung an Polen, Woiwodschaft Pommerellen, angeschlossen wurde, sowie Teile der ehemals westpreußischen Landkreise Neumark (Westpr.) und Strasburg (Westpr.). Am 1. April 1938 kam der Powiat im Zuge einer Gebietsreform an die damalige Woiwodschaft Warschau (1919–1939).

## Gemeinden
Der Powiat umfasst sechs Gemeinden, die in Stadt-, Stadt-und-Land- und Landgemeinden unterschieden werden:

### Stadtgemeinde
- Działdowo (Soldau): 21.145 Einwohner

### Stadt-und-Land-Gemeinde
- Lidzbark (Lautenburg): 13.923 Einwohner

### Landgemeinden
- Działdowo: 9831 Einwohner
- Iłowo-Osada (Illowo): 7169 Einwohner
- Płośnica (Heinrichsdorf): 5540 Einwohner
- Rybno (Ribno): 7160 Einwohner